# Mastigodryas danieli
Mastigodryas danieli — вид змій родини полозових (Colubridae). Ендемік Колумбії.

## Поширення і екологія
Mastigodryas danieli мешкають в Колумбійських Андах і міжандійських долинах. Вони живуть у вологих тропічних лісах і хмарних лісах, а також в сухих лісах і поблизу людських поселень, на висоті від 250 до 2000 м над рівнем моря.